# Eulithoxenus
Eulithoxenus is een geslacht van rechtvleugeligen uit de familie sabelsprinkhanen (Tettigoniidae). De wetenschappelijke naam van dit geslacht is voor het eerst geldig gepubliceerd in 1951 door Bey-Bienko.

## Soorten
Het geslacht Eulithoxenus omvat de volgende soorten:
- Eulithoxenus emeljanovi Mishchenko, 1968
- Eulithoxenus mongolicus Uvarov, 1928